# Историческа лингвистика
Историческата лингвистика (или историческо езикознание) е дял на езикознанието, изучаващ езиковите промени във времето.
Първоначално тя се развива в тесен контакт със сравнителната лингвистика, като основната ѝ цел е реконструирането на историята на езиците и установяването на връзките в произхода им. С времето историческата лингвистика се ориентира и към изследвания на съвременните изменения в езиците и към създаване на общи теории за факторите и начините за изменение на езиците. Част от нея е и етимологията, изучаваща произхода на отделни думи.